# Castelli e mura cittadine di Re Edoardo a Gwynedd

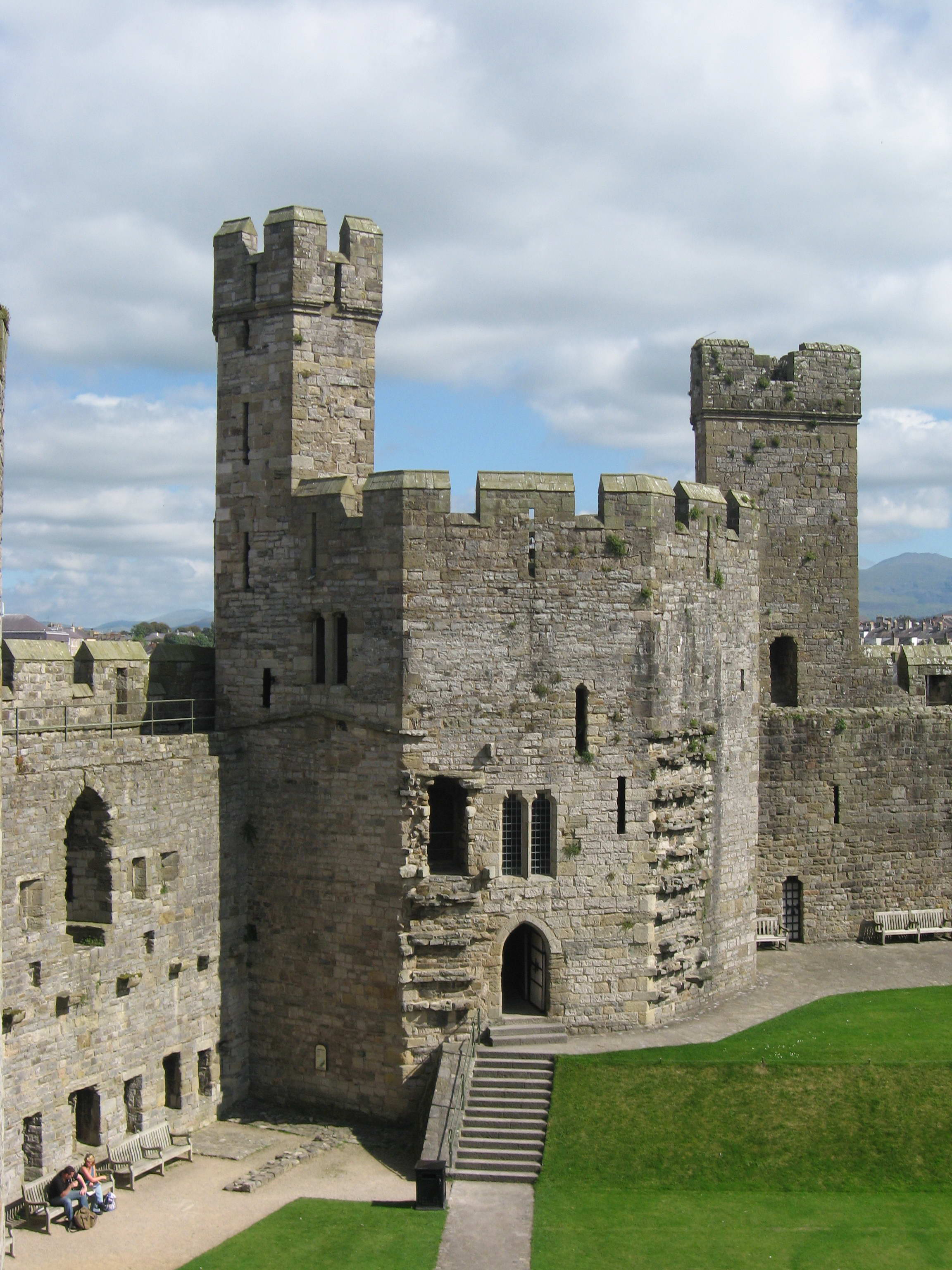
La torre di nord-ovest del castello di Caernarfon.

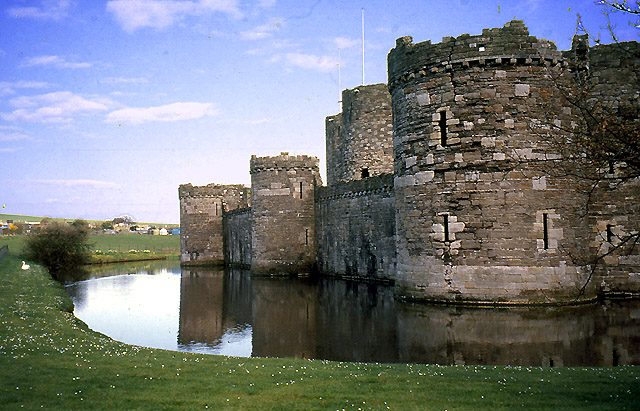
Il fossato ed esterni pareti di Beaumaris, lato nord-ovest

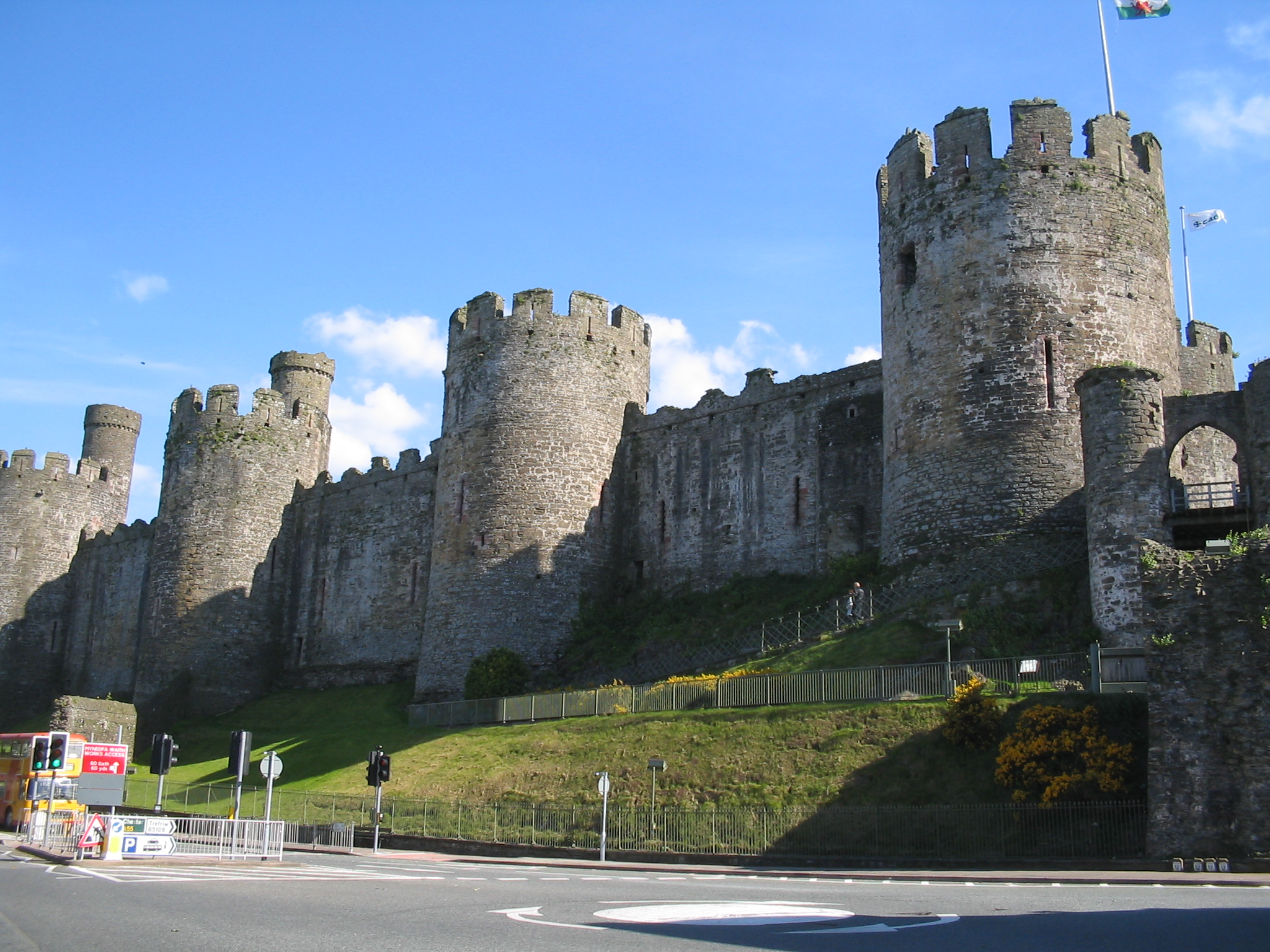
Il castello di Conwy

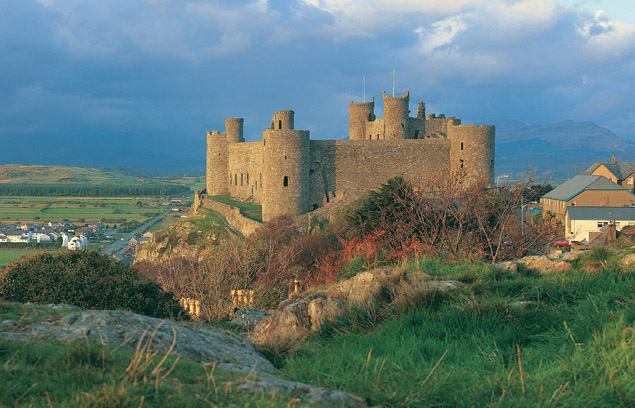
Il castello di Harlech

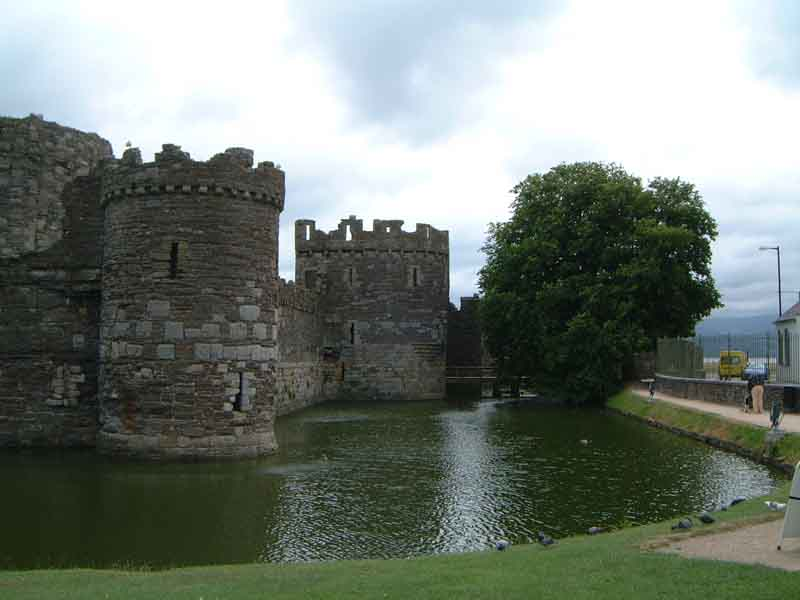
Il Castello di Beaumaris

I Castelli e le mura cittadine di Re Edoardo a Gwynedd sono un patrimonio dell'umanità dell'UNESCO situato nell'area gallese di Gwynedd.
Nel 1986 quattro castelli risalenti al regno di Edoardo I d'Inghilterra vennero dichiarati patrimonio dell'umanità quale esempio di architettura militare e di fortificazioni del tredicesimo secolo. I quattro castelli sono considerati i "migliori esempi di architettura militare della fine del XIII secolo e dell'inizio del XIV secolo in Europa".
I quattro castelli sono:
1. castello di Beaumaris, a Beaumaris (Isola di Anglesey)
2. castello di Caernarfon, a Caernarfon
3. castello di Conwy, a Conwy
4. castello di Harlech, a Harlech

Queste fortezze furono fondate dopo la campagna di Edoardo I nel Galles del Nord, nel 1282. Cercando di colonizzare permanentemente la regione, il re fondò nuove città fortificate a Caernarfon, Conwy e Harlech, dove gli inglesi si stabilirono. Questo progetto, che era molto costoso, fu minacciato da una rivolta gallese nel 1294. Conwy e Harlech resistettero agli insorti, ma Caernarfon, ancora in costruzione, fu distrutta. Dopo questo episodio, Edoardo riprese il suo programma di costruzione e ordinò la costruzione di un castello a Beaumaris. Tuttavia, le risorse e l'attenzione del re furono presto assorbite dagli affari scozzesi, e i lavori cessarono all'inizio del XIV secolo, quando Caernarfon e Beaumaris erano ancora incompiuti.
Queste roccaforti svolsero un importante ruolo militare durante la rivolta di Owain Glyndŵr all'inizio del XV secolo, e poi durante la Guerra delle due rose alla fine dello stesso secolo. L'ascesa al potere della Casa Tudor ridusse la loro importanza strategica, ma furono nuovamente chiamati in causa durante la prima guerra civile inglese nel XVII secolo. Dopo questo conflitto, il Parlamento ordinò lo smantellamento parziale di Conwy e Harlech, ma la minaccia di un'invasione realista dalla Scozia permise a Caernarfon e Beaumaris di rimanere intatte.
Caduti in rovina alla fine del XVII secolo, i castelli divennero fonte di ispirazione per gli artisti britannici. Lo sviluppo della ferrovia in epoca vittoriana ha permesso a più visitatori di sperimentarle. Lo Stato ha ripreso il controllo dei siti all'inizio del XX secolo e ha lavorato per restaurarli. Sono entrati a far parte della Lista del Patrimonio Mondiale nel 1986, come testimonianze esemplari dell'architettura militare della fine del XIII e dell'inizio del XIV secolo in Europa. Ora sono gestiti dall'ente pubblico Cadw.

## Storia

### Il XIII e XIV secolo
A partire dal 1070, i re d'Inghilterra e i principi gallesi combatterono per il controllo del Galles. I Normanni invasero la regione più volte e i coloni inglesi ampliarono gradualmente i loro domini. Il principe Llywelyn l'Ultimo approfittò della guerra civile tra il re Enrico III e i suoi vassalli per avere il sopravvento nella regione. Nel 1267 fu formalmente riconosciuto come Principe di Galles con il Trattato di Montgomery.
Edoardo I divenne re d'Inghilterra nel 1272. Era un guerriero incallito, che combatté in Galles nel 1257, assediò Kenilworth per sei mesi nel 1266 e la attraversò nel 1270. I suoi viaggi gli permisero di studiare diverse roccaforti del continente europeo, in particolare la nuova città di Aigues-Mortes. Una delle prime decisioni di Edoardo al momento della sua ascesa al trono fu quella di ordinare la ristrutturazione e l'ampliamento della Torre di Londra. Fondò anche una serie di bastide in Guascogna per aumentare la sua presa sulla regione e autorizzò la fondazione di nuove città nella stessa Inghilterra.
I rapporti tra Edoardo e Llywelyn si inasprirono presto e il re inglese invase il Galles del Nord nel 1276. Durante questa campagna, costruì diversi castelli per stabilire la sua autorità e fungere da base operativa. Sconfitto, Llywelyn fu costretto ad accettare il Trattato di Aberconwy nel 1277, con il quale la maggior parte del suo dominio fu diviso tra i suoi fratelli ed Edoardo I.